# Gilan
Gilan ali Gelan (Perzijsko: استان گیلان‎, Ostān-e Gīlān) je ena od triintrideset ostanov oz. pokrajin v sodobnem Iranu. Regija ima zelo bogato zgodovino, ki sega v obdobje iranskega Sasanidskega cesarstva.
Gilan se nahaja v severnem Iranu ob Kaspijskem jezeru in meji na Mazandaran in Ardabil. Upravno središče (šahrestan) ostana je mesto Rašt. Druga mesta v provinci so Astara, Astaneh-e Ašrafie, Fuman, Lahidžan, Masouleh, Rudbar, Rudsar, Šaft in Taleš. Glavno pristanišče regije je Bandar-e Anzalih.

## Zgodovina
V Ahemenidskem cesarstvu  je bila regija  znana kot Dajlam. Prebivalstvo Dajlama je bilo zelo vplivno v iranski zgodovini, sestavljali so velik del vladajočega razreda. V času dinastije Sasanidov so imeli Dajlamiti politični vpliv tudi na oddaljenih območjih iranskega imperija, kot je bila Mezopotamija.
Gilanci in Dajlamiti so bili v iranskem imperiju znani kot najboljši pešaki (iranska vojska je temeljila predvsem na konjenici). Sodelovali so v večstoletnih vojnah med iranskim imperijem Sasanidov in Rimskim imperijem. 
Leta 637 so se prvič spopadli proti islamskim arabskim zavojevalcem Irana. Gilanci in Dajlamiti so bili edini, ki so po islamizaciji Irana ohranili svojo državo. Kalifat je njihovo provinco osvojil  šele v 8. stoletju, dolgo po islamizaciji preostalega Irana. Islam se je v regiji uveljavil kot večinska religija šele do 11. stoletja. Med 11. in 14. stolrju so regiji vladali mongolski in seldžuški zavojevalci; ta se je ponovno osvobodila do l. 1336 in obstajala kot samostojna država. Regijo so ponovno priključili novodobnemu iranskemu imperiju islamske dinastije Safavidov v 16. stoletju.